# Łukoszyno-Biki
Łukoszyno-Biki (do 31 grudnia 2002 Łukoszyno-Byki) – wieś w Polsce położona w województwie mazowieckim, w powiecie sierpeckim, w gminie Mochowo. Ma status sołectwa.
W latach 1975–1998 miejscowość administracyjnie należała do województwa płockiego. 1 stycznia 2003 nastąpiła zmiana nazwy wsi z Łukoszyno-Byki na Łukoszyno-Biki.